# 堆積情感
《堆積情感》是香港歌手黎明的國語錄音室專輯，全碟由薛忠銘監製，收錄了10首歌曲，專輯於1992年11月由唱片公司寶麗金首次發行，獲得三白金銷量（十五萬張以上），同名主打歌曲〈堆積情感〉曾經登上金曲龍虎榜的冠軍位置。

## 背景及製作
《堆積情感》是黎明繼《今夜妳會不會來》之後推出的國語專輯，〈堆積情感〉是新加坡華人歌手姜鄠於1986年原唱的一首歌，而香港歌手鄺美雲亦曾於1986年翻唱過，傳媒報導指黎明一直以來都喜歡這首歌，因此他重新演繹並作為此專輯的主題歌。此專輯收錄的歌曲包括〈今生相愛，來生再相聚〉、〈等待能有一天被愛〉、〈OH！夜〉、〈我來自北京〉等由粵語版改編的國語歌曲，此外，黎明為新加坡電視劇《愛在女兒鄉》唱主題曲〈明白我的愛〉和插曲〈最近我有沒有說過我愛你〉、〈跟我遠走〉及〈我等不到你〉，歌曲在香港錄製，收錄於此專輯內，配合該電視劇的播映期而推出，並於1992年11月9日到台灣出席宣傳活動。

## 曲目列表
| CD       | CD                     | CD             | CD       | CD       | CD                                                            | CD    |
| 曲序     | 曲目                   |                | 作曲     | 编曲     | 备注                                                          | 时长  |
| -------- | ---------------------- | -------------- | -------- | -------- | ------------------------------------------------------------- | ----- |
| 1.       | 堆積情感               | 黃大軍、陳美威 | 黃大軍   | 孫崇偉   | 原唱者為姜鄠                                                  | 3:49  |
| 2.       | 最近我有沒有說過我愛你 | 何啟弘         | 薛忠銘   | 薛忠銘   | 電視劇《愛在女兒鄉》插曲                                      | 5:16  |
| 3.       | 今生相愛、來生再相聚   | 謝明訓         | 玉置浩二 | 杜自持   | 原曲為安全地帶的〈ともだち〉 歌曲〈如果這是情〉國語版         | 4:01  |
| 4.       | 跟我遠走               | 黃慶元         | 盧東尼   | 盧東尼   | 歌曲〈不羈舞台〉國語版                                        | 3:36  |
| 5.       | 等待能有一天被愛       | Kondo          | 國安修二 | 鮑比達   | 原曲為國安修二的〈針のない時計〉 歌曲〈我會像你一樣傻〉國語版 | 4:02  |
| 6.       | 我只有這麼多           | 蔣慧琪         | 周治平   | 王豫民   | 歌曲〈雙雙對對〉國語版                                        | 4:20  |
| 7.       | OH！夜                 | 李姚           | 小田和正 | 唐奕聰   | 原曲為小田和正的〈Oh! Yeah!〉 歌曲〈OH!夜〉國語版             | 4:05  |
| 8.       | 我等不到你             | 謝明訓         | 薛忠銘   | 唐奕聰   | 歌曲〈你是否天使〉國語版；電視劇《愛在女兒鄉》插曲            | 4:24  |
| 9.       | 明白我的愛             | 黎明           | 天濛光   | 唐奕聰   | 歌曲〈因你在此〉國語版；電視劇《愛在女兒鄉》主題曲            | 4:31  |
| 10.      | 我來自北京             | Kondo          | 司徒松   | 陳澤忠   | 原曲為伊能靜的〈怪盜亞森羅蘋〉 歌曲〈我來自北京〉國語版       | 4:05  |
| 总时长： | 总时长：               | 总时长：       | 总时长： | 总时长： | 总时长：                                                      | 42:09 |

## 幕後製作人員
以下是《堆積情感》專輯的幕後製作人員名單：
- 結他：倪方來（曲目1,2,6）、蘇德華（曲目5,10）、鄧建明（曲目8,9）
- 低音結他：Rudi（曲目5）
- 色士風：Phil（曲目8）
- 高音色士風：蕭東山（曲目6）
- 和音：薛忠銘（曲目1－10）、黃卓穎（曲目1,3－10）、黃秀偵（曲目1,3－9）、張偉文（曲目10）、譚錫禧（曲目10）、雷有曜（曲目10）、雷有輝（曲目10）、周小君（曲目10）、陳美鳳（曲目10）、李小梅（曲目10）
- 混音：張勇夫、樓恩奇、薛忠銘
- 錄音：Clement、Ronnie、Sam、Tempo、張世光、林哲民、王俊傑、王幼華、黃卓叡、黃欽勝
- 攝影：Sam Wong
- 設計：吳建羲、鄭絢仁
- 繪圖：黃中平工作室
- 項目統籌：黃偉菁
- 監製：薛忠銘

## 音樂錄像
以下是非原人演出的音樂錄像：
- 〈堆積情感〉（粵語版：堆積情感）（寶麗金卡拉OK碟聖26國語歌曲精選（1993年、非原聲））
- 〈最近我有沒有說過我愛你〉（寶麗金卡拉OK碟聖26國語歌曲精選（1993年、非原聲））